# Cyclomia amelia
Cyclomia amelia är en fjärilsart som beskrevs av Thierry-mieg 1915. Cyclomia amelia ingår i släktet Cyclomia och familjen mätare. Inga underarter finns listade i Catalogue of Life.